# Orkanen Florence (2006)
Orkanen Florence var den andra orkanen och den sjätte namngivna stormen i den Atlantiska orkansäsongen 2006. 
Florence passerade över Bermuda som en kategori 1-orkan och blev därmed den första orkan att direkt träffa Azorerna sedan Orkanen Fabian. Florence orsakade kraftiga regn över Newfoundland som en extratropisk storm, förstörde ett hus och orsakade mindre skador på flera andra.

## Stormhistoria

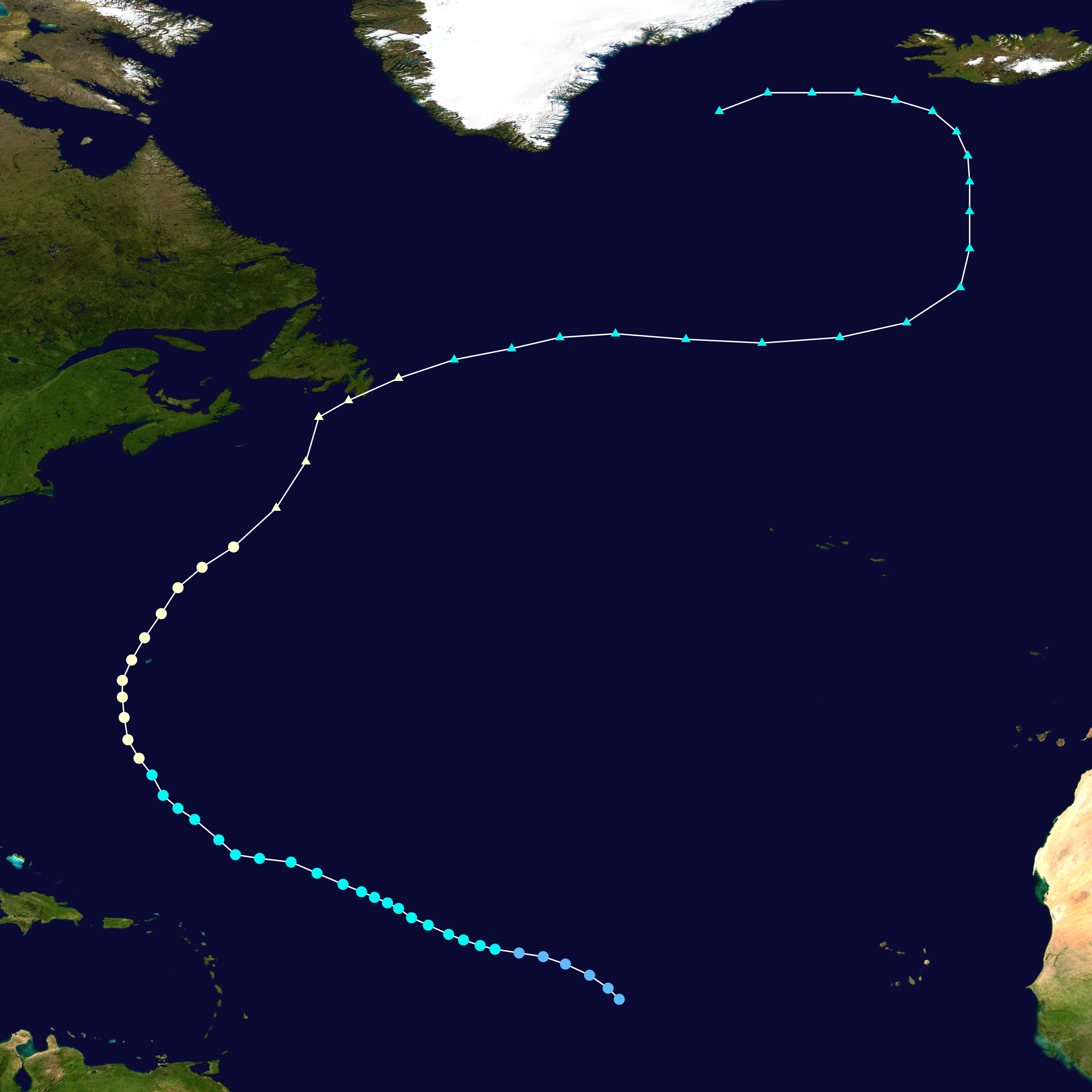
Florence bana

Den tropiska stormen Florence bildades den 3 september 2006. Stormen utvecklades ur ett djupt lågtrycksområde mitt ute på Atlanten, rakt väster om Kap Verde-öarna. Stormen rörde sig först västnordväst mot Nordamerika med vindhastigheter på cirka 65 km/h (18 m/s). Den 8 september passerade stormen 800 km norr om Antillerna med vindhastigheter på 85 km/h (23 m/s). Stormen var ovanligt vid med kraftiga vindar i ett område på 650 km runt dess centrum.
Den 10 september intensifierades Florence till en orkan med vindhastigheter på 130 km/h (35 m/s) och dess bana vred norrut så att dess centrum den 11 september passerade 90 km väster om Bermuda. Vindhastigheter på ön var som mest 105 km/h (30 m/s). Efter att ha passerat förbi Bermuda, nådde Florence kallare vatten och blev en extratropisk storm den 13 september.